# Ofer Lellouche

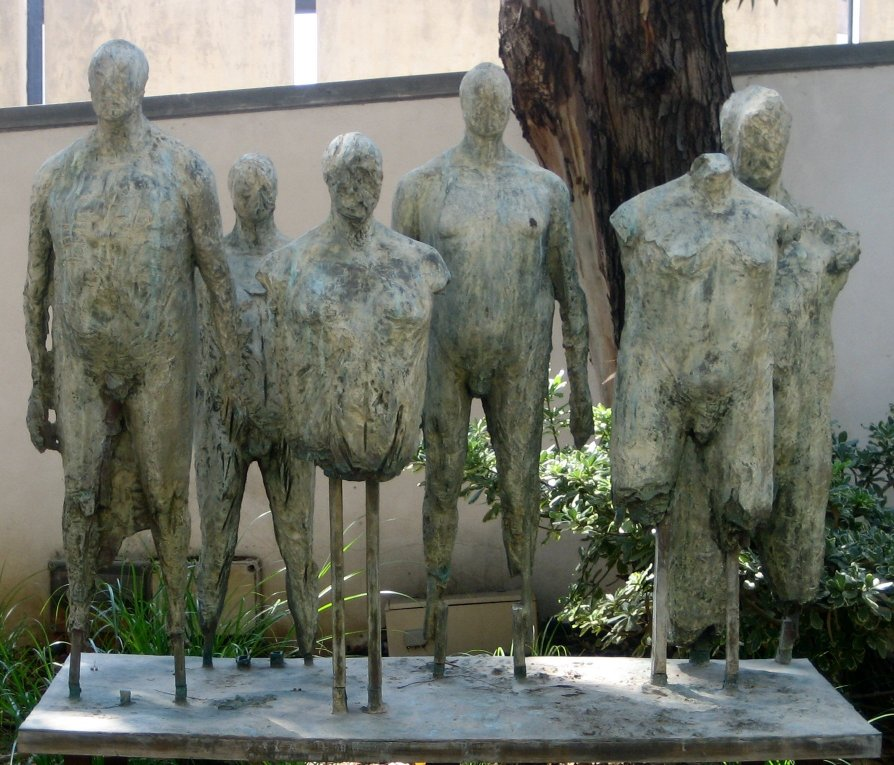
Das Atelier (2001)

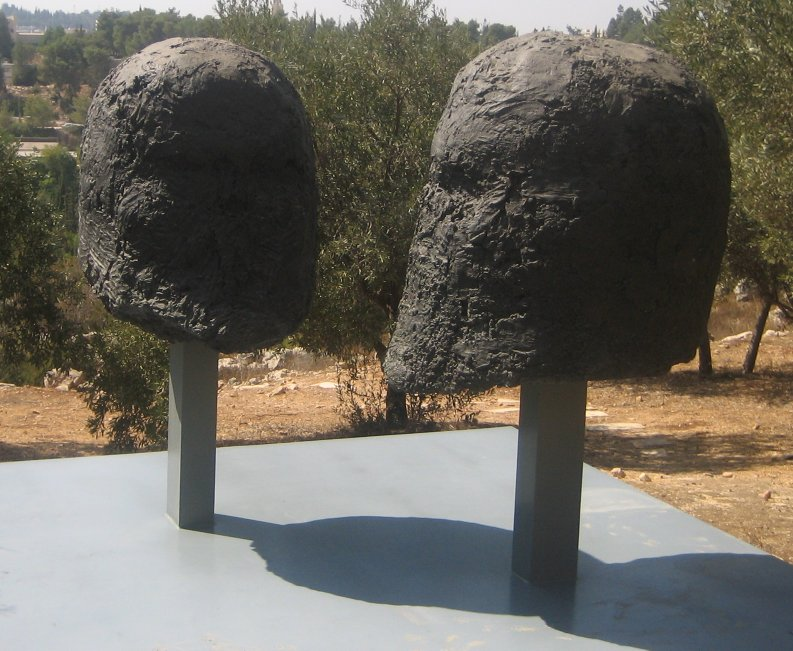
Zwei, Bronzeskulptur (2006)

Ofer Lellouche (* 1947 in Tunis, Tunesien) ist ein israelischer Maler, Grafiker, Bildhauer und Videokünstler, der in Tunesien geboren wurde.

## Leben und Werk
Lellouche studierte von 1963 bis 1966 in Paris und brach sein Studium zwei Monate vor seinem Studienabschluss ab, um in den Kibbuz Jechiʿam in Israel zu gehen. Nach seiner Militärzeit studierte er Malerei von 1969 bis 1971 am Avni Institute of Art and Design und französische Literatur an der Universität Tel Aviv. Anschließend arbeitete in den Atelier des Bildhauers César Baldaccini in Paris, während er weiter Literatur studierte.
Danach fertige Selbstporträts als Videos und später von Landschaften an. 1987 wurde sein Werk Figure in a Landscape auf der Biennale von São Paulo ausgestellt. In den 1990er Jahren arbeitete er vornehmlich an graphischen- und Bildhauerwerken.
Er wohnt und arbeitet abwechselnd in Tel Aviv und Paris.

## Skulpturen
- Hanukkiya (1988)[1], Campus der Universität Tel Aviv
- Das Atelier (2001), Lola Beer Ebner Sculpture Garden am Tel Aviv Museum of Art in Tel Aviv
- Zwei (2006), Billy-Rose-Kunstgarten am Israel Museum in Jerusalem
- Ein Kopf für Meina (2008/09), Meina (Italien 20007) – Monument für 54 ermordete Juden in Meina (1943) als Hotel Meina verfilmt